# Invariant de Riemann
Les invariants de Riemann sont des transformations mathématiques réalisées sur un système d'équations aux dérivées partielles du premier ordre quasi linéaires pour les rendre plus faciles à résoudre. Les invariants de Riemann sont constants le long des courbes caractéristiques des équations aux dérivées partielles.
Ils ont été conçus par Bernhard Riemann lors de ses travaux en dynamique des fluides.